# Conspiracy of One
Conspiracy of One är det amerikanska punkrockbandet The Offsprings sjätte studioalbum, släppt den 14 november 2000 via skivbolaget Columbia Records. Bandets föregående album, Americana, blev kommersiellt framgångsrikt och Dexter Holland såg det som en svår uppgift att spela in en uppföljare. Trots detta valde The Offspring att påbörja arbetet med Conspiracy of One redan en månad efter turnén med Americana hade avslutats eftersom bandmedlemmarna inte ville hinna grubbla för mycket och på så sätt börja tvivla på sig själva. Som producent för albumet valde The Offspring att samarbeta med Brendan O'Brien.
Conspiracy of One spelades in mellan juni och september 2000, först i studion NRG Recording Studios i North Hollywood och sedan i Southern Tracks Recording Studio i Atlanta, Georgia. The Offspring ville göra Conspiracy of One musikaliskt tyngre än bandets tidigare album och Holland planerade att experimentera med nya sound. Texterna i Conspiracy of One innehåller fler berättelser om individuella rollfigurer och är introspektiva på ett annat sätt än på bandets tidigare album.
Bandmedlemmarna ville först släppa Conspiracy of One kostnadsfritt på internet, men denna idé övertygade inte Sony Music, Columbias ägare. När albumet väl lanserades fick det blandade, men främst positiva reaktioner. Några recensenter ansåg att albumet var välskrivet, humoristiskt och energifyllt medan andra var mer kluvna och kallade det för mediokert och självparodierande. Conspiracy of One nådde som bäst plats 3 i Frankrike, men nådde topp 10 i flera andra länder. Albumet har certifierats för dubbel platina i Australien och Kanada; i Sverige har Conspiracy of One certifierats för guld. På framsidan syns en brinnande dödskalle som sedan albumets lansering har blivit The Offsprings logotyp. Conspiracy of One blev trumslagaren Ron Weltys sista album med The Offspring; Welty tvingades ut ur bandet den 3 januari 2003 efter drygt 15 år i The Offspring. 2020, tjugo år efter albumets ursprungliga lansering, släpptes Conspiracy of One i en 20th Anniversary Edition.

## Bakgrund och inspelning
Dexter Holland ansåg att det skulle bli en svår uppgift att spela in en uppföljare till det kommersiellt framgångsrika albumet Americana. Dock kände han sig inte stressad över detta eftersom han tyckte att The Offspring hade varit lyckligt lottade som hade haft möjligheten att lansera de två framgångsrika albumen Smash och Americana. Holland förklarade att även om bandmedlemmarna var väldigt nöjda med sitt föregående album, så bestämde de sig för att påbörja arbetet med ett nytt album relativt snabbt; The Offspring kände att de inte ville dra ut på processen eller tänka för mycket på sin musik, för de ansåg att då blev det lätt så att de började tvivla på sig själva. Kort innan inspelningen av Conspiracy of One påbörjades uppträdde The Offspring den 6 maj 2000 på Irvine Meadows Amphitheatre tillsammans med bland andra Social Distortion, Pennywise, TSOL och X. Konserten gick under namnet When the Angels Sing: A Benefit for the Family of Dennis Danell och hölls till minne av Dennis Danell, tidigare gitarrist i Social Distortion, som hade avlidit den 29 februari samma år. Under konserten tillägnade The Offspring sitt uppträdande av "Gone Away" till Danell.
Efter att Americana-turnén hade avslutats i december 1999 bestämde sig bandmedlemmarna för att ta en månads uppehåll innan de började med produktionen av Conspiracy of One i januari 2000. I en artikel publicerad i maj 2000 förklarade Holland att han hade skrivit demoversioner för 9 låtar hittills och att han hade arbetat i bandets nybyggda studio, som låg i närheten av hans hem. Månaden innan tillbringade Holland mycket tid i denna studio för att, enligt honom själv, "skapa oljud" och arbeta med låtskrivandet. Som producent för albumet valde The Offspring att samarbeta med Brendan O'Brien och inspelningen ägde rum i NRG Recording Studios i North Hollywood. Den 23 augusti 2000 rapporterades det att The Offspring höll på att färdigställa Conspiracy of One, och på albumet skulle ett antal gästrapartister medverka även om det inte framgick vilka dessa var. Enligt artikeln skulle albumet komma att innehålla 12 låtar, men ytterligare 6–7 låtar spelades in som möjliga B-sidor. Den 1 september 2000 rapporterade Noodles att inspelningen av Conspiracy of One hade förflyttats till Southern Tracks Recording Studio i Atlanta, Georgia eftersom det var den studio som O'Brien brukade arbeta i. Då hade nästan all musik färdiginspelats och Holland hade gjort sångpålägg på sju av låtarna.

## Musik och låttext

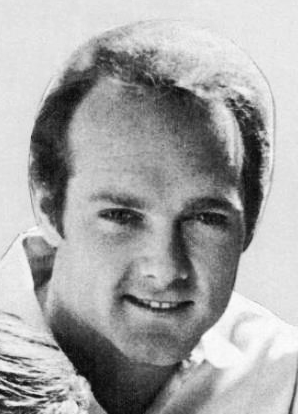
Öppningstalet "Intro" framförs av Mike Love och är taget från en The Beach Boys-konsert den 14 mars 1964. Love kände sig smickrad över att The Offspring använde sig av detta tal på Conspiracy of One.

The Offspring ville göra Conspiracy of One musikaliskt tyngre än deras tidigare album. Holland förklarade att han gärna ville experimentera med nya sound och låta albumet vara mer åt rockhållet än Americana hade varit. Conspiracy of One innehåller fler berättelser om individuella rollfigurer och är introspektivt på ett annat sätt än tidigare album av bandet. Noodles beskrev några av låtarna som "tunga rocklåtar", några som "snabba melodiösa", och andra som att vara oväntade för att komma från The Offspring. Han berättade även att Conspiracy of One innehöll låtar med horninstrument, vilket han ansåg gav dem en mer "jazzig känsla". Noodles tyckte även att alla instrument lät bättre på detta album än på något annat bandet tidigare hade spelat in. Liksom på tidigare album var The Offspring influerad av orientalisk musik när de spelade in Conspiracy of One.
"Intro" är ett kort öppningstal som framförs av Mike Love vid en konsert med The Beach Boys i NBC Television Studios i Burbank, Kalifornien den 14 mars 1964. Under denna konsert, som senare lanserades under titeln The Beach Boys: The Lost Concert, presenterar Love bandmedlemmarna i The Beach Boys före "Little Deuce Coupe" och avslutar med att säga: "When we're ready to sing, we step up to the microphones and it comes out something like this." Holland förklarade varför The Offspring valde att använda just detta tal som en introduktion till Conspiracy of One med att säga: "Jag tyckte att det var så bra att jag ville ha med det på albumet. Tro det eller ej, men vi skickade faktiskt in flera olika samplingsförslag, fast dessa blev antingen refuserade eller så hann de inte godkännas i tid. Denna introduktion smickrade faktiskt Love and han sade 'Använd ni det och jag kommer inte att vilja ha betalt för det'. [Love] var faktiskt otroligt trevlig. Jag pratade med honom i telefon i ungefär 20 minuter och han var helt underbar."
Budskapet i "Come Out Swinging" är att om man någonsin blir frustrerad och överväldigad av händelserna i sitt liv så ska man fortsätta kämpa och inte ge upp, vad som än händer. "Original Prankster" beskrevs av Noodles som en rolig och oseriös poplåt som han jämförde med "Pretty Fly (for a White Guy)". Textens handling berättades genom en inre monolog. Titeln på "Want You Bad" är en ordlek med de engelska orden "bad" (på svenska: "stygg" eller "elak") och "badly" (på svenska: "i hög grad" eller "mycket gärna") och låten handlar om en man som träffar en kvinna som han vill ska vara "bad" istället för att han vill ha henne "badly". "Dammit, I Changed Again" berör känslorna av att vara förvirrad över vad som är rätt och fel och att försöka hitta sin egen identitet, medan "Living in Chaos" handlar om att leva i ett samhälle som löper amok och inte följer vanliga sociala normer. "Special Delivery" beskrevs av Holland som en kuslig låt som handlar om stalkning. Holland ville visa på att det var något som kunde hända vem som helst, och inte bara kända personer, men han var samtidigt rädd att låten skulle misstolkas som att The Offspring förespråkade stalkning. Låten var inspirerad av en av bandmedlemmarnas vänner, även om Noodles har sagt att låttexten överdriver hans handlingar. "Special Delivery" innehåller även introt till Blue Swedes "Hooked on a Feeling" och Holland förklarade att han valde detta intro för att han älskade låten som barn. Grunden för "One Fine Day" är den gruppmentalitet som uppstår särskilt efter att ett sportlag har spelat en viktig match och den möjlighet det finns att ett upplopp bryter ut. "All Along" var, enligt Noodles, förmodligen den första låten som skrevs för Conspiracy of One medan "Denial, Revisited" handlar om en man som till en början vägrar förstå att hans kärleksförhållande tagit slut, men som till slut tvingas acceptera detta. "Vultures" är en låt fylld med ilska och handlar om en man som håller på att bli galen, men söker bekräftelse på att han inte är den enda som känner att han är på väg att bryta ihop. Delar av "Vultures" skrevs under tiden The Offspring arbetade med Ignition.

## Albumnamn och förpackning
Titeln Conspiracy of One, liksom låten med samma namn, syftar till en sinnessjuk person som hotar att utrota hela världen på egen hand, vilket Noodles satte i kontast med de vanliga krafterna som normalt sett kan frambringa jordens undergång. Bandmedlemmarna ansåg att en hängiven person med en bomb eller ett datorvirus kunde göra minst lika stor skada som länder kan göra mot varandra. Titeln är, precis som den föregående albumtiteln Ixnay on the Hombre, en ordlek, i och med att det krävs mer än en person för att ha en konspiration.  Arbetstiteln för albumet var Platejob, vilket syftar till en sexuell akt som innefattar avföring och en glasskiva.
Skivomslaget och illustrationerna för Conspiracy of One designades av Alan Forbes. Detta var första gången som den brinnande dödskallen, som syns på albumets framsida, användes på en av bandets lanseringar och har sedan dess blivit The Offsprings logotyp. Bandmedlemmarna själva kallar den brinnande dödskallen för Wilson, vilket är en referens till volleybollen med samma namn i Cast Away.
I Brasilien släpptes Conspiracy of One i en begränsad utgåva på 10 000 kopior. Skivomslaget var annorlunda jämfört med standardutgåvan och designades av vinnarna i en tävling som hölls av MTV Brasil: framsidan illustrerades av Wagner Villela och baksidan illustrerades av Ismael Brito. Framsidan visar ett finger som trycker på en knapp, vilket orsakar en svampmolnsexplosion i bakgrunden, medan baksidan visar bandmedlemmarna i The Offspring under ett surrealistiskt uppträdande illustrerade som gula skelett med brinnande dödskallar.

## Lansering och marknadsföring
Conspiracy of One släpptes den 14 november 2000 i både Sverige och USA. Från albumet lanserades fyra singlar: "Original Prankster", "Want You Bad", "Million Miles Away" och "Huck It". "Original Prankster" släpptes den 24 oktober 2000 och nådde som bäst plats 2 i USA medan den kom på plats 5 i Sverige. Albumets andra singel, "Want You Bad", lanserades den 23 december 2000 och hamnade på plats 10 i USA och plats 50 i Sverige. Den tredje singeln från Conspiracy of One, "Million Miles Away", släpptes den 25 juni 2001 och hamnade som bäst på plats 21 i Storbritannien; i Sverige nådde den inte upp på någon topplista. Den sista singeln från Conspiracy of One, "Huck It", lanserades den 14 november 2020, i samband med albumets 20-årsjubileum. Förutom standardutgåvan lanserades albumet även i en så kallad Enhanced Edition, vilken innehåller musikvideorna från samtliga singlar från Americana, en trailer för videon Huck It samt karaokeversioner av två av låtarna från albumet.
Innan Conspiracy of One släpptes skrevs det felaktigt i en artikel i Wired att The Offspring var emot fildelning och planerade att stämma grundarna av P2P-fildelningsprogrammet Napster. Holland förklarade i en artikel den 26 april 2000 att bandmedlemmarna tvärtemot var positivt inställda till fildelning; de såg det som en bra möjlighet för personer att dela med sig av sin musik och för band att marknadsföra sig på. Holland ansåg även att fildelning inte skadade försäljningssiffrorna och han berättade att The Offspring planerade att släppa exklusivt musikmaterial på sin hemsida senare under året. Den 31 maj 2000 började bandet sälja t-shirts, kepsar och klistermärken med Napsters logotyp på via sin hemsida. Försäljningsintäkterna gick direkt till The Offspring. Dock uppmanades bandmedlemmarna av Chris Phenner på Napster den 2 juni samma år att upphöra med all sådan försäljning. Ett avtal mellan Holland och Napsters grundare, Shawn Fanning, slöts den 5 juni 2000 där båda parterna kom överens om att tillsammans sälja Napster-merchandise och skänka alla inkomster till välgörenhet.
Den 15 september 2000 annonserade The Offspring att de tänkte lansera Conspiracy of One kostnadsfritt på internet i oktober samma år. Bandmedlemmarna planerade inte att aktivt släppa albumet via Napster, som de hade ett tidigare merchandiseavtal med, men de förväntade sig att det skulle finnas tillgängligt för nedladdning via fildelningsprogrammet förmodligen redan före den officiella lanseringen. Bandet ville istället ge de personer som köpte albumet en speciell "nyckel", vilken skulle låsa upp en fanklubb kallad The Offspring Nation på deras hemsida, som skulle komma att innehålla exklusivt musik- och videomaterial av The Offspring. Slutligen ville bandet även hålla en tävling för alla de personer som laddade ned albumet. Förstapriset skulle vara en miljon amerikanska dollar, som kom direkt från bandmedlemmarnas egna tillgångar. Dock skulle Sony Music, moderbolaget till The Offsprings skivbolag Columbia, påbörja en rättegång gällande upphovsrätt med Napster den 2 oktober samma år och de hotade med rättsliga åtgärder mot bandmedlemmarna, vilket fick dem att dra tillbaka de flesta av sina planer. Dock lanserades albumets första singel "Original Prankster" kostnadsfritt på internet. Bandet gav också bort en miljon amerikanska dollar till en slumpmässigt vald person som laddade ned denna singel; vinnaren blev den då fjortonåriga Ashley som bodde strax utanför Atlanta. Trots att bandmedlemmarna inte kunde förverkliga sina planer, ändrades inte deras positiva inställning till nedladdning av musik via internet.
Den 11 december 2020 släpptes Conspiracy of One i en 20th Anniversary-utgåva.

### Försäljning och turné
Den första veckan efter lanseringen hade Conspiracy of One sålts i 125 000 kopior i USA och 25 231 kopior i Kanada. Albumet har sedan det släpptes sålts i över en miljon kopior i USA. The Offspring turnerade med Conspiracy of One i knappt ett år. I november 2000 började turnén i Nordamerika och den gick sedan vidare till Europa i januari året därpå, till Oceanien i mars 2001, tillbaka till Nordamerika och Europa innan den avslutades i september 2001 i San Diego, Kalifornien, USA.

## Mottagande och eftermäle
När Conspiracy of One lanserades fick det blandade, men främst positiva reaktioner. På Metacritic har Conspiracy of One betyget 60 av 100, baserat på 15 recensioner. Liana Jonas på Allmusic ansåg att The Offsprings sound var snarlikt det på föregående album, men hon beskrev det som mer moget och raffinerat än tidigare. Jonas kallade Conspiracy of One för solitt och välskrivet och gav betyget 3,5 av 5. I den positiva recensionen av albumet i Billboard jämfördes The Offspring med Blink-182, fastän det ansågs vara ett mer moget och sarkastiskt band. De låtar tidskriften lyfte fram som speciellt minnesvärda var "Original Prankster", "Special Delivery" och "One Fine Day". David Browne på Entertainment Weekly var även han positivt inställd till Conspiracy of One, men han tyckte samtidigt att The Offspring hade tonat ned sina punkrockrötter och blivit "ett modernt [The] Beach Boys". Trots detta ansåg Browne att albumet var energifyllt och han gav det betyget B. Rob Kemp på Rolling Stone uppskattade bandets humoristiska låttexter och tyckte att det var just kvickheterna som definierade The Offspring. Kemp betygsatte albumet 3,5 av 5. David Wondrich på The Village Voice ansåg att Conspiracy of One innehöll mer punkrock än poppunk och att det var ett medryckande och humoristiskt album. Wondrich tyckte att albumet överlag var bra även om han personligen hade uppskattat fler poppunkslåtar. Alternative Press, Revolver och Spin var samtliga positiva i sina recensioner av Conspiracy of One.
E. R. Williams på Punknews.org var ambivalent inställd till Conspiracy of One. Han ansåg att låtar såsom "Come Out Swinging", "Original Prankster" och "Million Miles Away" var fantastiska och medryckande, men att "Living in Chaos", "Denial, Revisited" och "Vultures" delvis var irriterande. Dock gillade Williams albumets illustrationer och gav det betyget 3 av 5. Sputnikmusic kallade Conspiracy of One för mediokert och både "Original Prankster" och "Want You Bad" lyftes fram som sämre upplagor av tidigare låtar av bandet. Sputnikmusic betygsatte albumet 2,5 av 5. Stephen Thompson på The A.V. Club ansåg att The Offspring enbart kunde spela tre sorters låtar och med "Original Prankster" tyckte han att bandet lät som en "Weird Al" Yankovic-parodi på sig själva. Dock gillade Thompson Conspiracy of One mer än han hade gillat Americana, och han kallade det för The Offsprings mest uthärdliga album på flera år. Bob Remstein på Wall of Sound såg marknadsföringskampanjen bakom Conspiracy of One som mer intressant än själva albumet i sig. Remstein tyckte att även om Conspiracy of One hade sina höjdpunkter var det ett album som främst skulle uppskattas av The Offsprings fans. Rebecca Dien-Johns på Yahoo! Music var mer negativt inställd till Conspiracy of One och kallade produktionen för "ofärdig" samt att hon ansåg att albumets budskap kändes föga övertygande. Dien-Johns gav Conspiracy of One betyget 5 av 10.
Conspiracy of One vann en OC Music Award 2001 i kategorin Best Album och i september 2014 hamnade albumet på plats 13 på listan "The 51 Most Essential Pop Punk Albums of All Time" av Rock Sound. Videon Huck It, vars titel kommer från en av låtarna på albumet, lanserades kort efter Conspiracy of One. Den innehåller video- och musikmaterial med The Offspring och Paul Cobb, som tidigare hade redigerat videon Americana åt bandet, hjälpte till att filma, producera och regissera Huck It. Conspiracy of One var det sista albumet där Ron Welty, som hade gått med i bandet i juli 1987, spelade trummor. Han tvingades ut ur The Offspring den 3 januari 2003 efter flera års oenigheter med de andra bandmedlemmarna, för att istället gå med i Steady Ground. En sångbok för Conspiracy of One publicerades den 1 september 2001 av Hal Leonard Corporation. Conspiracy of One var ett av de album The Offspring hade släppt via Columbia vars rättigheter auktionerades ut under 2015.
Conspiracy of One var det första album som Ed Sheeran köpte och den 26 maj 2024 uppträdde Sheeran tillsammans med The Offspring, då de framförde "Million Miles Away" under BottleRock Napa Valley-festivalen.

## Låtlista
Alla låtar är skrivna och komponerade av Dexter Holland, om inte annat anges. 
| Nr           | Titel                   | Kompositör   | Längd |
| ------------ | ----------------------- | ------------ | ----- |
| 1.           | Intro                   | Mike Love    | 0:05  |
| 2.           | Come Out Swinging       |              | 2:47  |
| 3.           | Original Prankster      |              | 3:42  |
| 4.           | Want You Bad            |              | 3:23  |
| 5.           | Million Miles Away      |              | 3:40  |
| 6.           | Dammit, I Changed Again |              | 2:49  |
| 7.           | Living in Chaos         |              | 3:28  |
| 8.           | Special Delivery        |              | 3:00  |
| 9.           | One Fine Day            |              | 2:45  |
| 10.          | All Along               |              | 1:39  |
| 11.          | Denial, Revisited       |              | 4:33  |
| 12.          | Vultures                |              | 3:35  |
| 13.          | Conspiracy of One       |              | 2:17  |
| 14.          | Huck It                 |              | 2:38  |
| Total längd: | Total längd:            | Total längd: | 40:21 |

| 15.          | The Kids Aren't Alright (liveversion) |              | 3:03  |
| Total längd: | Total längd:                          | Total längd: | 43:24 |

| 14.          | 80 Times     | Jack Grisham, Ron Emory, Mike Roche, Todd Barnes | 2:05  |
| Total längd: | Total längd: | Total längd:                                     | 39:48 |

| 14.          | Staring at the Sun (liveversion) |              | 2:28  |
| 15.          | All I Want (liveversion)         |              | 2:10  |
| Total längd: | Total längd:                     | Total längd: | 42:21 |

| 1.           | Pretty Fly (for a White Guy) (musikvideo) |              | 3:15  |
| 2.           | Why Don't You Get a Job? (musikvideo)     |              | 3:16  |
| 3.           | The Kids Aren't Alright (musikvideo)      |              | 3:03  |
| 4.           | She's Got Issues (musikvideo)             |              | 3:51  |
| 5.           | Original Prankster (karaokeversion)       |              | 3:39  |
| 6.           | One Fine Day (karaokeversion)             |              | 2:45  |
| 7.           | Huck It (trailer)                         |              | 1:51  |
| Total längd: | Total längd:                              | Total längd: | 21:40 |

## Medverkande
- Dexter Holland – sång och kompgitarr
- Noodles – sologitarr och sång
- Greg K. – elbas och sång
- Ron Welty – trummor

### Övriga medverkande
- Mike Love – tal på "Intro"
- Redman – sång på "Original Prankster"
- Chris Higgins – sång
- Brendan O'Brien – producent och mixning
- Nick DiDia – ljudtekniker
- Billy Bowers – ljudtekniker
- Dave Dominguez – teknikassistent
- Ryan Williams – assisterande mixtekniker
- Karl Egsieker – assisterande mixtekniker
- Eddy Schreyer – mastering
- Steve Masi – gitarrtekniker
- Ross Garfield – trumtekniker
- Sean Evans – design
- Justin Beope – design på Enhanced Edition
- Sarkis Kaloustian – design på Enhanced Edition
- Alan Forbes – illustration
- Wagner Villela – illustration av skivomslaget på den begränsade brasilianska utgåvan
- Ismael Brito – illustration av skivomslaget på den begränsade brasilianska utgåvan

## Topplistor
| Land           | Högsta listplacering |
| -------------- | -------------------- |
| Australien     | 4                    |
| Belgien        | 18                   |
| Finland        | 4                    |
| Frankrike      | 3                    |
| Italien        | 12                   |
| Kanada         | 4                    |
| Nederländerna  | 32                   |
| Norge          | 11                   |
| Nya Zeeland    | 11                   |
| Polen          | 7                    |
| Schweiz        | 4                    |
| Storbritannien | 12                   |
| Sverige        | 8                    |
| Tyskland       | 8                    |
| USA            | 9                    |
| Österrike      | 5                    |

## Certifikat
| Land           | Certifikat |
| -------------- | ---------- |
| Australien     | 2× platina |
| Belgien        | Guld       |
| Finland        | Guld       |
| Frankrike      | 2× guld    |
| Japan          | Platina    |
| Kanada         | 2× platina |
| Nya Zeeland    | Platina    |
| Schweiz        | Platina    |
| Spanien        | Platina    |
| Storbritannien | Platina    |
| Sverige        | Guld       |
| Tyskland       | Guld       |
| USA            | Platina    |
| Österrike      | Guld       |